# Fourbanne
Fourbanne is een gemeente in het Franse departement Doubs (regio Bourgogne-Franche-Comté) en telt 96 inwoners (1999). De plaats maakt deel uit van het arrondissement Besançon.

## Geografie
De oppervlakte van Fourbanne bedraagt 2,0 km², de bevolkingsdichtheid is 48,0 inwoners per km².

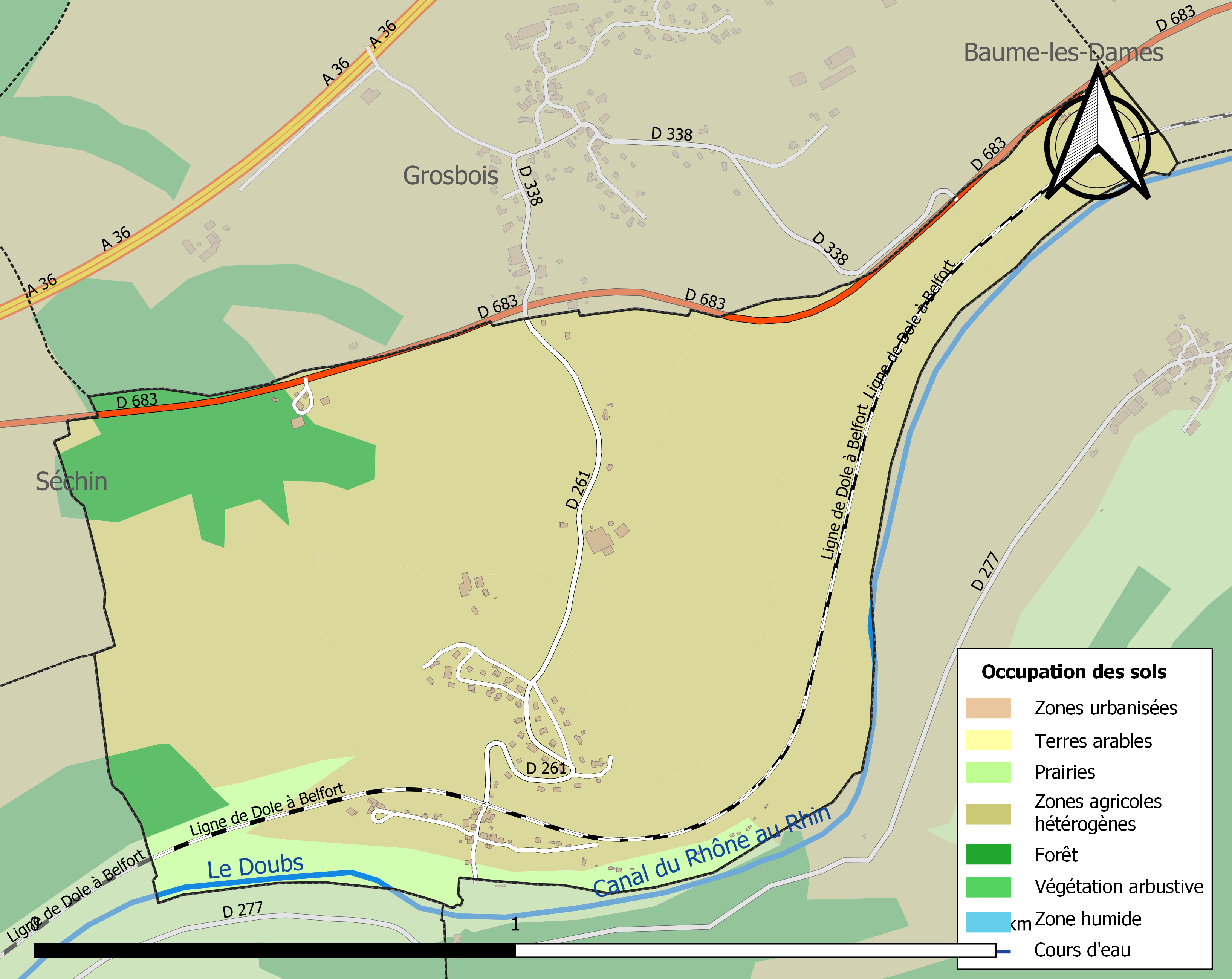
Kaart van de gemeente met de belangrijkste infrastructuur, bodemgebruik en omliggende gemeenten

## Demografie
Onderstaande figuur toont het verloop van het inwonertal (bron: INSEE-tellingen).